# Crossandra praecox
Crossandra praecox är en akantusväxtart som beskrevs av K. Vollesen. Crossandra praecox ingår i släktet Crossandra och familjen akantusväxter. Inga underarter finns listade i Catalogue of Life.